# Hockey Milano Rossoblu

Hockey Milano Rossoblu är en italiensk ishockeyklubb hemmahörande i Milano. Klubben ersatte Milano Vipers efter att den organisationen lades ner 2008. Milano spelar i Serie A, den italienska ishockeyns högsta liga. Klubben spelar sina hemmamatcher i Stadio del Ghiaccio Agorà (plats för 4 000 åskådare) i västra Milano och lagfärgerna är marinblått, rött och vitt. Klubben har sedan år 2011 aspirerat att ansluta till Kontinental Hockey League.